# Katastrofa lotu Inex-Adria Aviopromet 1308
Katastrofa lotu Inex-Adria Aviopromet 1308 – katastrofa lotnicza, która wydarzyła się 1 grudnia 1981 roku na górze Mont San-Pietro na Korsyce. McDonnell Douglas MD-81 linii Inex-Adria Aviopromet uderzył skrzydłem w szczyt góry i rozbił się nieopodal stolicy wyspy – Ajaccio. Zginęli wszyscy obecni na pokładzie – 180 osób. Była to druga najgorsza katastrofa lotnicza we Francji (po katastrofie lotu Turkish Airlines 981) oraz najgorsza katastrofa wśród samolotów serii MD-80.

## Samolot
Maszyną, która uległa katastrofie, był amerykański McDonnell Douglas MD-81, należący do narodowych linii lotniczych Słowenii – Adria Airways (wtedy Inex-Adria Aviopromet). Posiadał numery rejestracyjne YU-ANA. Feralnego dnia, kapitanem samolotu był Ivan Kunović, a drugim pilotem Franc Terglav.

## Przebieg lotu
Samolot wystartował z lotniska Brnik w Lublanie, zabierając na pokład 173 słoweńskich turystów i 7 członków załogi. W połowie lotu kapitan wpuścił do kokpitu swojego syna. Gdy samolot zbliżał się do lotniska, kontroler ruchu lotniczego kazał załodze zniżyć się do 6800 stóp. Piloci nieświadomi ryzyka rozpoczęli zniżanie. Po zejściu do zadanej wysokości w kokpicie włączył się alarm o bliskości ziemi. Załoga zareagowała dopiero po 10 sekundach, gdy zobaczyła górę. Pilot zwiększył maksymalnie moc silników i próbował uniknąć zderzenia. Uderzyli lewym skrzydłem, które następnie oderwało się od kadłuba. Po pierwszym uderzeniu maszyna wpadła w nurkowanie i rozbiła się na zboczu góry. Zginęli wszyscy na pokładzie – 173 pasażerów i 7 członków załogi.

## Badanie przyczyn
Badaniem przyczyn wypadku zajęła się francuska rada do spraw transportu – BEA. Po zeznaniach kontrolera i po nagraniach z wieży dowiedziano się, że samolot znajdował się 15 kilometrów w głębi lądu, a nie, jak zeznał kontroler, nad morzem. Dlatego kontroler kazał załodze zejść do 6800 stóp. Piloci zdziwieni tą decyzją nie chcieli zniżać się nad górami i potwierdzili swoją pozycję kilkukrotnie. Kontroler to zignorował i wiedząc, że samolot znajduje się nad lądem, nie zmienił swojej decyzji. Piloci zeszli zbyt nisko i uderzyli w górę.